# Lotto Arena
De Lotto Arena is een multifunctionele evenementenhal in Antwerpen. 

## Geschiedenis
De hal werd geopend op 10 maart 2007 en is het resultaat van een publiek-private samenwerking tussen de stad Antwerpen en het management van het Sportpaleis. In 1997 startten de investeringen in de Sportpaleissite met een opknapbeurt, gevolgd door een nieuwe voorbouw in 1999 en de opening van het Hospitality Center in 2005. In 2007 volgde dan de bouw van de Lotto Arena. De Nationale Loterij trad op als naamsponsor voor de arena en tekende een contract voor 10 jaar. 
Vanaf dan was er sprake van een Antwerpse evenementensite, aangezien de Lotto Arena het kleinere zusje is van het Sportpaleis. De zaalindeling en de akoestiek komen overeen, het is enkel kleiner. Bij sportactiviteiten is er plaats voor 5.218 toeschouwers, terwijl men tijdens concerten 8.050 personen binnen kan laten. Per jaar worden er ongeveer 350.000 bezoekers ontvangen. Tussen de groten kreeg deze kleinere arena heel snel van Pollstar een plaats toebedeeld in de top 100 van 's werelds drukstbezochte arena's. De uitbating van de zaal is in handen van de Sportpaleis Group.
Het gebouw ligt in het district Merksem op de grens met het district Deurne, terzijde van de Antwerpse ring. De Lotto Arena is de thuisbasis voor de basketbalploeg Antwerp Giants.